# مسختی
مِسخِتی (به گرجی: მესხეთი) (تلفظ: Meskheti) یکی از مناطق باستانی گرجستان است که در استان سامتسخه-جاواختی قرار دارد.

## جغرافیا
قسمت نسبتاً بزرگی از مسختی در زمین باز و گسترده‌ای قرار دارد که به نام «سامتسخه» معروف است. آب و هوای سامتسخه معتدل مرطوب با تابستان‌های گرم و طولانی است. در قرن نهم میلادی مسختی مرکز پادشاخی «تائو-کلارجتی» بود. بسیاری از تاریخ نگاران مسختی را گهوارهٔ فرهنگ ملی گرجی می‌دانند، زیرا این ناحیه همانند جاواختی در عصر طلایی گرجستان (دورهٔ ملکه تامار) (پایان سدهٔ ۱۲ و آغاز سدهٔ ۱۳) پایتخت فرهنگی گرجستان بوده است.

## صنعت و اقتصاد
در دورهٔ برقراری اتحاد بین جمهوری‌های شوروی، تعداد زیادی ساختارهای آبیاری در مسختی ایجاد شد که بزرگترین آن‌ها کانال‌های آبیاری تسریوخی، گورگل-آرالی و خوشنی هستند. اراضی بایر با ایجاد این کانال‌ها آباد شد و در آن‌ها غلات کشت شده و باغ‌های میوه احداث گشته است.
کشاورزی و صنعت در این منطقه از اهمیت خاصی برخوردار است. یکی از مهمترین بخش‌های صنعت مسختی، توسعهٔ منابع زغال سنگ قهوه‌ای، در نزدیکی روستای «واله» از توابع شهر آخالتسیخه بود.
اهمیت راه آهن برجومی-شهرک معدنچیان واله، بسیار زیاد است. این راه آهن نه تنها کاربرد محلی دارد، بلکه این ناحیه را با سایر نواحی گرجستان مرتبط می‌سازد.